# Миссилье, Стив
Стив Миссилье́ (фр. Steve Missillier, род. 12 декабря 1984 года, Анси) — французский горнолыжник, серебряный призёр Олимпийских игр 2014 года в гигантском слаломе, призёр одного этапа Кубка мира. Специалист слаломных дисциплин.
В Кубке мира Миссилье дебютировал в 2004 году, в декабре 2010 года первый, и пока единственный раз, попал в тройку лучших на этапе Кубка мира, в слаломе. Лучшим достижением в общем зачёте Кубка мира, является для Миссилье 25-е место в сезоне 2010|11.
На Олимпиаде-2010 в Ванкувере, стартовал в двух дисциплинах: гигантский слалом - 13-е место, слалом - не финишировал.
На Олимпийских играх 2014 года сенсационно выиграл серебро в гигантском слаломе, уступив только Теду Лигети. В слаломе не сумел финишировать.
За свою карьеру участвовал в 4 чемпионатах мира, лучший результат — 6-е место в слаломе на чемпионате мира 2009 года в Валь-д’Изере.
Использует лыжи и ботинки производства фирмы Salomon.